# Jørgen Vodsgaard
Jørgen Vodsgaard (* 22. Oktober 1942 in Feldingbjerg, Dänemark) ist ein ehemaliger dänischer Handballspieler, der für die dänische Nationalmannschaft auflief. Weiterhin spielte er Basketball.

## Karriere
Vodsgaard lief für den dänischen Verein Aarhus KFUM auf, mit dem er die dänische Meisterschaft gewann. Zwischen 1963 und 1974 bestritt Vodsgaard 112 Länderspiele für die dänische Nationalmannschaft, in denen er 151 Treffer erzielte. Mit der dänischen Auswahl gewann er die Silbermedaille bei der Weltmeisterschaft 1967 und belegte den 13. Platz bei den Olympischen Spielen 1972 in München. Während seiner Laufbahn als Handballspieler ging er zusätzlich für die Basketballmannschaft von Skovbakken in der höchsten dänischen Spielklasse auf Korbjagd.
Vodsgaard leitete mehrere Jahre das dänische Unternehmen Hummel, welches ursprünglich in Deutschland gegründet wurde.